# دون هندرسون
دون هندرسون (بالإنجليزية: Don Henderson)‏ هو ممثل بريطاني، ولد في 10 نوفمبر 1932 في المملكة المتحدة، وتوفي بنفس المكان في 22 يونيو 1997 بسبب سرطان.

## وصلات خارجية
- دون هندرسون على موقع IMDb (الإنجليزية)
- دون هندرسون على موقع ألو سيني (الفرنسية)
- دون هندرسون على موقع أول موفي (الإنجليزية)
- دون هندرسون على موقع قاعدة بيانات الأفلام السويدية (السويدية)
- دون هندرسون على موقع قاعدة بيانات الفيلم (الإنجليزية)
- دون هندرسون على موقع كينوبويسك (الروسية)